# آثار الشامانية في الفولكلور المجري

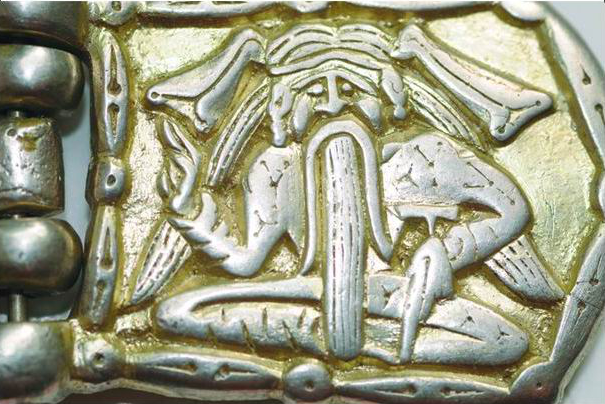

اكتشفت الشامانية المجرية عن طريق أساليب المقارنة في علم الإثنيات البشرية، المصممة لتحليل البيانات الإثنوغرافية للحكايات الشعبية، والأغاني، واللغة، والثقافات المقارنة والمصادر التاريخية المجرية والبحث فيها.

## الأبحاث
تكشف دراسات ملفات محاكمات السحرة أن بعض سمات الفولكلور المجري تعد آثارًا للمعتقدات الشامانية، محفوظة من الماضي العميق، أو ربما مستعارة من الشعوب التركية التي عاش معهم المجريون قبل ترحالهم إلى حوض بانونيا؛ أو قد تكون تأثيرًا للنفوذ الشرقي اللاحق (هجرة الكومان).
تعتبر هذه الآثار أجزاءً من بعض سمات العادات والمعتقدات إلى حد ما، مثل:
- لوازم بعض الأغاني الشعبية المرافقة لبعض العادات؛
- مواضيع معينة من الحكايات الشعبية، مثل الشجرة التي تصل إلى السماء،[1] والتي مثلت اعتقادًا معينًا لدى العديد من الشعوب الفنلندية الأوغرية، والتي تتشابه نوعًا ما مع مفهوم الشجرة العالمية، ولكنها ترتبط أيضًا بشجرة الشامان ولها بعض الخصائص الأخرى.[3]

## الميزات
وجد أشخاص قاموا بأدوار مماثلة للتي يؤديها الشامان بين الشعوب الأخرى مثل: العرافة، وسحر الطقس، والعثور على الأشياء المفقودة. يرتبط هؤلاء الأشخاص بالشامانية (على عكس الشعوب المخادعة من الثقافات غير الشامانية)، إذ يسجل خوض الأوائل تجارب مماثلة لتجارب العديد من الشامان: ولدوا بتشوهات جسدية مثل زيادة كمية العظام أو الأسنان، ومرضهم، وتقطيع أوصالهم بواسطة كائن أسطوري وتعافيهم بقدرات كبرى أو متزايدة، أو الكفاح مع الشامان أو الكائنات الأخرى.
يمكن تحديد ميزات مرتبطة في عدة أمثلة للشامانية في سيبيريا. يُتوقع العثور عليها من بين الشعوب الأخرى التي تتحدث اللغات الأورالية، نظرًا لأن اللغة المجرية تنتمي إلى عائلة الأورالية. حافظ بعضهم على الشامانية حتى العصر الحديث. مكّن الموقع المعزول لشعب نغاناسان من الحفاظ على الممارسات الشامانية حتى في بداية القرن العشرين. سجلت آخر جلسات تحضير الأرواح الشهيرة لنغاناسان في فيلم في السبعينيات.
تجري مناقشة الموقع الأصلي للشعوب البدائية الأورالية (ومداها). وتشير النتائج المجمعة للعديد من العلوم إلى أن هذه المنطقة وقعت شمال جبال الأورال الوسطى وفي الأجزاء السفلية والوسطى من نهر أوب. يجمع هذا النهج بين البيانات البيئية، وبالتحديد الجغرافيا النباتية وعلم النباتات القديمة (بما في ذلك علم الطلع) مع الاعتبارات اللغوية (تسمية النباتات واللسانيات المقارنة): تمت مطابقة توزيع أنواع الأشجار المختلفة في سيبيريا وأوروبا الشرقية (المتغيرة بمرور الوقت) مع توزيع أسماء الشجرة ذات الصلة بلغات أورالية مختلفة (صُنفت باستخدام طرق مقارنة، بحيث تؤخذ الأسماء المرتبطة بالأورالية فقط في الاعتبار).

## القطع الأثرية
تتوفر صور وأوصاف لبعض القطع الأثرية على الإنترنت:
- شجرة تصل إلى السماء تنتصب على تل، مع وجود جسم سماوي أعلى اليسار، وماشية في المستويين السفلي والعلوي. حدد ديوسيغي فيموش سلمًا شامانيًا على الصورة.[9] جُمعت زخرفة من مملحة على شكل في قرية بيهارناغيباوم بمقاطعة هايدو-بيهار. ورسم الإثنوغرافي سوتش شاندور شكل القطع الأثرية (مع العناصر الأخرى ذات الصلة).[10][11]
- جُمعت زخرفة على مملحة على شكل قرن تظهر قتال شخصين من التالتوز (كلاهما في هيئة ثوران) في ساريت.[12] رسم عالم الإثنوغرافيا سزوكس ساندور القطعة الأثرية. تظهر صورة أخرى أشخاصًا من التالتوز يقاتلون بهيئة ثوران أسود وأبيض، ساعد رجل أحدهما. ورسمها دوداش يولو، في غالغاماتشا.[13]